# 福田舞 (1980年生の歌手)
福田 舞（ふくだ まい、1980年11月4日 - ）は、日本の歌手。

## 略歴

### デビューまで
広告代理店に勤める学者の父と、自宅でピアノ教室を開く母との間に生まれる。物心ついたときから母にピアノを習い、途中からは東邦音楽教室でピアノ、ソルフェージュを習う。3歳のとき、地元のカラオケ大会に童謡「絵日傘」で出場する。習い事だらけの幼稚園・小学校時代を送るが、あまりに厳しいピアノレッスンのため円形脱毛になる。9歳のとき、初めて母親に歯向かい、ピアノを辞める。
高校時代、数々のオーディションにデモテープを送り、1人のプロデューサーに拾われ、歌手デビューのための準備をする。

### 歌手デビュー
高校3年生のとき、テレビ東京系アニメ「彼氏彼女の事情」（庵野秀明監督）の主題歌「天使のゆびきり」（楽曲プロデュース藤井フミヤ）で歌手デビューする（キングレコード）。藤井フミヤのアートの影響から、美大に行くことを決意、女子美術短期大学に合格する。
18歳のとき、作詞作曲、ギターを始める。

### inconnue
大学卒業と同時に、ユニバーサルポリドールより、佐藤杏里との女性デュオinconnue（アンコニュ）として活動開始する。
- 2001年8月22日、1枚目のシングル「運命」発売。
- 2001年10月7日、2枚目のシングル「ドミノ」発売。
- 2001年12月12日、1枚目のアルバム『アンコニュ』発売。
- 2002年10月、inconnue解散。

### インディーズ活動
- 2003年5月、インディーズにてソロ活動を開始する。
- 2004年5月、1枚目のアルバム『ゴースト』発売。
- 2004年9月からは、バンド「Ada-bana」のボーカルとして活動する。
- 2005年4月、「Ada-bana」を脱退する。
- 2005年6月11日、マキシシングル「水際」発売。
- 2006年、「NEXTMUSIC AWARDS 2005 2nd act」にて「まほうつかいのうた」で作詞賞を受賞する[1]。
- 2006年9月27日、2枚目のアルバム『インターフェース』発売。
- 2007年5月1日、マキシシングル「chandan」発売。
- 2008年9月、「Ada-bana」改め「プラスチックガール」のボーカルとして再びバンド活動を再開する。
- 2009年3月、バンド活動を休止する。同年6月3日、ブログにて音楽活動の引退を表明する。
- 2010年8月27日、嶋貫舞（しまぬき まい）として再活動を開始する[2]。

## 人物・エピソード
- 好きなアーティストとして、アラニス・モリセット、スガシカオ、椎名林檎等をあげている。
- 好きなアニメは『新世紀エヴァンゲリオン』で、ブログで綾波レイのコスプレなどを披露している。